# Gesamtanlage Bad Wimpfen im Tal
Die Gesamtanlage Bad Wimpfen im Tal in Bad Wimpfen im Landkreis Heilbronn in Baden-Württemberg wird dominiert von der mittelalterlichen Stiftskirche St. Peter sowie zahlreichen Vikarien- und Verwaltungsbauten.

## Beschreibung

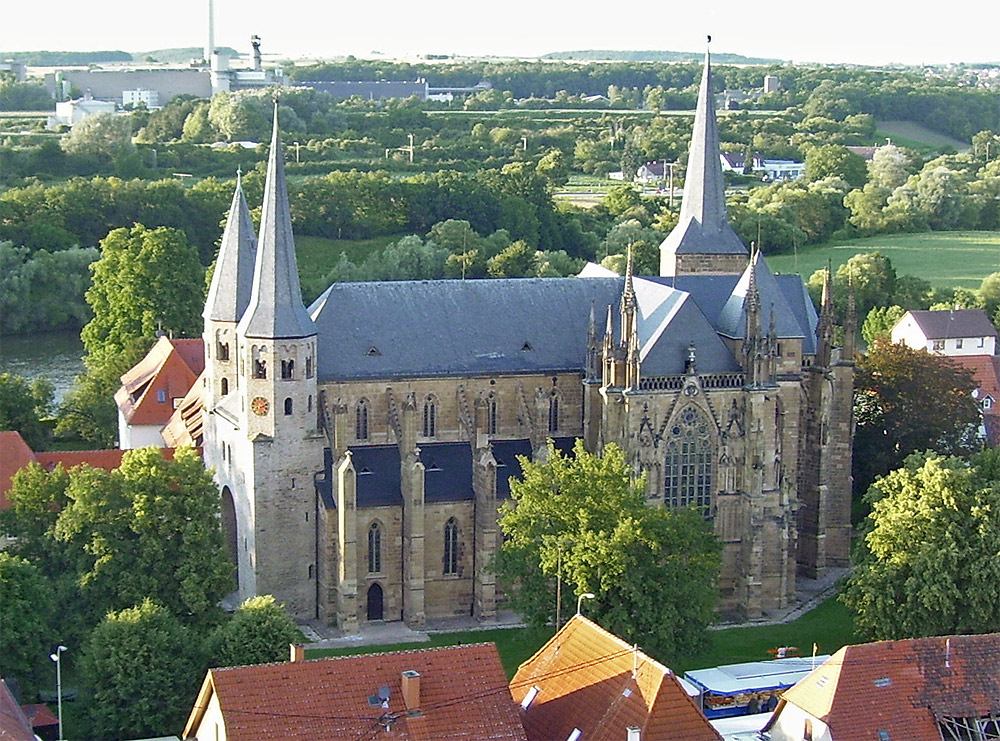
Stiftskirche St. Peter

Der auf eine römische Ansiedlung zurückgehende Stadtteil Wimpfen im Tal zeichnet sich durch seine topographische Lage im Neckartal und seine geschichtliche Bedeutung als wichtiger Bestandteil des Bistums Worms aus. Die mittelalterliche Stiftskirche sowie zahlreiche Vikar-Anwesen und Verwaltungsbauten prägen das Bild. Neben dem so genannten Stiftsbezirk wird die straßendorfähnliche Stadtanlage von einem ackerbürgerlichen Bereich an der Corneliastraße und deren Nebengassen geprägt. Wimpfen im Tal vermittelt bis heute noch ein unverfälschtes Bild einer ehemals geistlich bestimmten Stiftsstadt, welche mit dem Aufstieg der staufischen Bergstadt ab dem 13. Jahrhundert an Einfluss verlor und so bis heute einen eher dörflich geprägten Charakter besitzt. Aufgrund dieser Bedeutung ist Wimpfen im Tal eine Gesamtanlage gemäß § 19 Denkmalschutzgesetz, an deren Erhaltung ein besonderes öffentliches Interesse besteht.
Nach § 19 des Denkmalschutzgesetzes (DSchG) Baden-Württemberg können die Gemeinden Gesamtanlagen durch Satzung unter Denkmalschutz stellen. Nicht nur einzelne Kulturdenkmale sind hier geschützt, sondern der ganze Orts- bzw. Stadtkern mit seinem historischen Grundriss, den Straßen und Plätzen, Grün- und Freiflächen sowie der Gesamtheit der historischen Bausubstanz, an deren Erhaltung aus wissenschaftlichen, künstlerischen oder heimatgeschichtlichen Gründen ein besonderes öffentliches Interesse besteht. Bad Wimpfen im Tal ist seit 2009 eine geschützte Gesamtanlage.